# طيران بلغاريا
طيران بلغاريا (بالبلغارية: България Ер)‏ هي الناقل الوطني لدولة بلغاريا، يقع مقرها في مطار صوفيا في صوفيا. الشركة مملوكة لشركة Chimimport AD. تشغل شركة الطيران خطوط قصيرة ومتوسطة المدى إلى وجهات في أوروبا والشرق الأوسط وروسيا نقلت الشركة في عام 2018 ما مجموعه 1.267 مليون مسافر على 5995 رحلة.

## الوجهات
تشغل شركة الخطوط الجوية البلغارية 22 مسارًا من مطار صوفيا، بما في ذلك مساران محليان إلى بورغاس وفارنا.

### اتفاقية الرمز المشترك
لدى طيران بلغاريا اتفاقية الرمز المشترك مع الشركات التالية:
- طيران إيجيان
- إيروفلوت
- الخطوط الجوية الفرنسية
- طيران صربيا
- Cyprus Airways
- أيبيريا (شركة طيران)
- إيتا (شركة طيران)
- الخطوط الجوية الملكية الهولندية
- تاروم
- الخطوط الجوية القطرية
- Windrose Airlines

### الاتفاقيات المشتركة
لدى شركة الخطوط الجوية البلغارية اتفاقيات مشتركة مع شركات الطيران التالية:
- الخطوط الجوية الأمريكية
- خطوط بروكسل الجوية
- طيران الإمارات[4]
- فين إير
- لاتام البرازيل[5]
- خطوط فيرجن أتلانتيك الجوية

## الأسطول

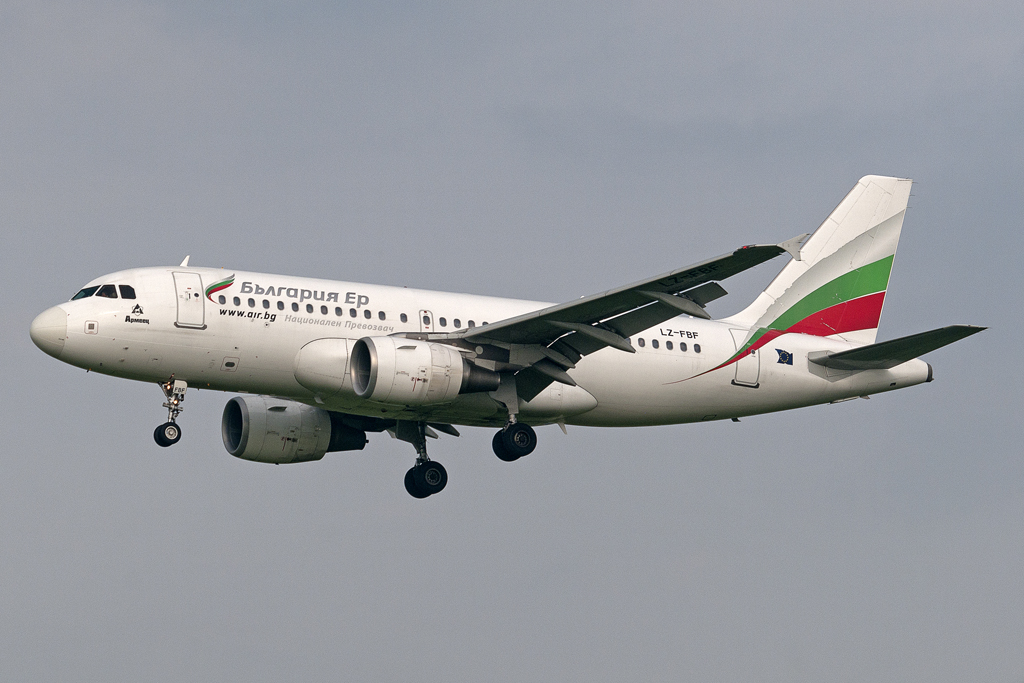
طائرة إيرباص إيه 319 تابعة للشركة

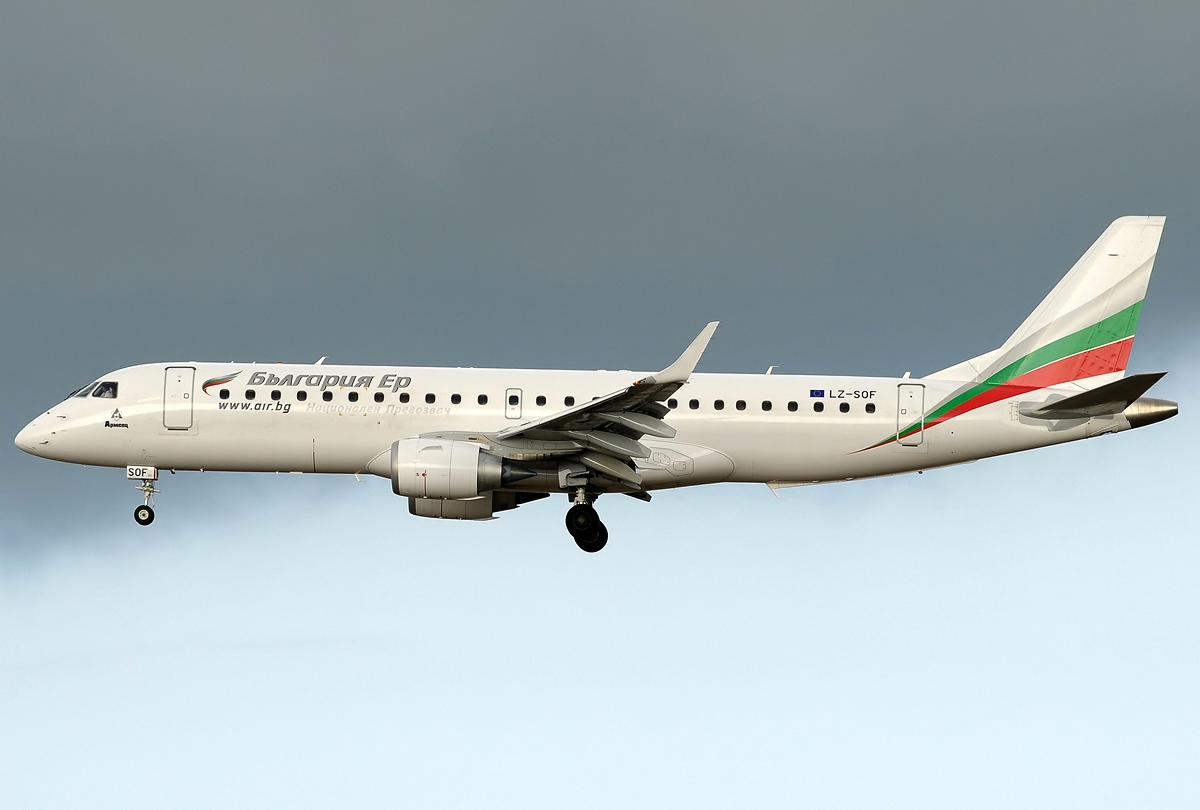
طائرة إمبراير 190

اعتبارًا من نوفمبر 2022، يتكون أسطول طيران بلغاريا من الطائرات التالية:
| الطائرة        | في الخدمة | مطلوبة | الركاب       | الركاب     | الركاب     | ملاحظات |
| الطائرة        | في الخدمة | مطلوبة | رجال الأعمال | السياحية   | المجموع    | ملاحظات |
| -------------- | --------- | ------ | ------------ | ---------- | ---------- | ------- |
| إيرباص إيه 220 | —         | 7      | يعلن لاحقا   | يعلن لاحقا | يعلن لاحقا |         |
| إيرباص إيه 319 | 2         | —      | 8            | 132        | 140        |         |
| إيرباص إيه 320 | 5         | —      | 10           | 150        | 160        |         |
| إيرباص إيه 320 | 5         | —      | 8            | 156        | 164        |         |
| إيرباص إيه 320 | 5         | —      | —            | 180        | 180        |         |
| إمبراير 190    | 4         | —      | 8            | 100        | 108        |         |
| المجموع        | 11        | 7      |              |            |            |         |